# 菜户营祈祷所
菜户营祈祷所，位于北京市丰台区菜户营鹏润家园小区里东门后，隶属天主教北京教区。

## 简介
菜户营祈祷所是2010年代天主教北京教区新建的祈祷所。位于北京市丰台区菜户营鹏润家园小区里东门后。建成后一直没有安排主任司铎。2016年3月30日，天主教北京教区神父聚会，李山主教宣布神职人员调动事宜，由李先敬神父任菜户营祈祷所主任司铎（住在宣武门天主堂），他也是菜户营祈祷所首位主任司铎，菜户营祈祷所由此成为独立堂区。

## 主任司铎
- 李先敬神父（2016年3月—）[2]